# Fritz Auer (Schriftsteller)
Friedrich Emil Auer (* 21. April 1878 in Mannheim; † zwischen 1935 und 1949) war ein deutscher Schriftsteller und Journalist.

## Leben
Er wurde als Sohn des Technischen Direktors des Hoftheaters in Mannheim, Otto Auer, und dessen Ehefrau Ida geborene Herbeck geboren und besuchte zunächst in Mannheim das Gymnasium, wechselte dann auf das Gymnasium nach Wiesbaden. Im Anschluss ging er an die Universität München und setzte die wissenschaftlichen Studien später an den Universitäten in Berlin und in Würzburg fort. Er qualifizierte sich 1905 für den höheren Staatsdienst und promovierte sowohl zum Dr. jur. als auch zum Dr. rer. pol.
Auer wechselte nicht in den Staatsdienst, sondern betätigte sich zunächst als Journalist und wurde Chefredakteur der Badischen Landeszeitung in Karlsruhe. Zum 1. April 1907 wechselte er in die Reichshauptstadt Berlin, wo er fortan als Schriftsteller und Hauptschriftleiter wirkte. Dort hatte er das Bureau für Berliner Berichterstattung gegründet, dessen Inhaber er war und das in Berlin W 62, Kleiststraße 13, seinen Sitz hatte. Dort wirkte er für viele Jahre als Chefredakteur und Berliner Berichterstattung und war für verschiedene Zeitungen als deren Berliner Korrespondent tätig. Ferner gab er den Aktuellen Leitartikel heraus.
Aufgrund seiner durch die Reichsstelle für Sippenforschung urkundlich belegten jüdischen Abstammung musste Fritz Auer in der Zeit des Nationalsozialismus Repressalien erleiden. Über sein weiteres Schicksal liegen bislang keine Erkenntnisse vor.
Wohnhaft war Fritz Auer in Berlin-Schöneberg, Kufsteiner Straße 55.

## Schriften (Auswahl)
- Der strafrechtliche Notstand und das Bürgerliche Gesetzbuch, München, C. H. Beck, 1903.
- Soziales Strafrecht. Ein Prolog zur Strafrechtsreform, München, C. H. Beck, 1903.
- Zur Psychologie der Gefangenschaft. Untersuchungshaft Gefängnis- und Zuchthausstrafe geschildert von Entlassenen. Ein Beitrag zur Reform der Voruntersuchung und des Strafvollzugs., München, C. H. Beck, 1905.